# Aloe massawana
Aloe massawana é uma espécie de liliopsida do gênero Aloe, pertencente à família Asphodelaceae.